# Panicum nigromarginatum
Panicum nigromarginatum är en gräsart som beskrevs av Robyns. Panicum nigromarginatum ingår i släktet vipphirser, och familjen gräs. Inga underarter finns listade i Catalogue of Life.